# Liberian Times
Pour les articles homonymes, voir Times.
Le Liberian Times est un journal publié au Liberia. Basé à Monrovia, dans sa version récente, il est fondé en 2005. Le journal a une longue histoire : sa deuxième vie se situe entre février 1928 et septembre 1929 et était éditée par J. Clement Gibson, Jr. Le Liberian Times a été arrêté et relancé à plusieurs reprises. Le journal est considéré comme l'une des principales sources concernant les problèmes politiques au Liberia et est souvent le premier à publier des lettres politiques importantes,.

## Source de la traduction
- (en) Cet article est partiellement ou en totalité issu de l’article de Wikipédia en anglais intitulé « Liberian Times » (voir la liste des auteurs).